# Мендичино, Марко
Марко Мендичино (англ. Marco Mendicino — итальянский: [ˈmarko mendiˈtʃiːno]; род. 28 июля 1973, Торонто) — канадский политик, член Либеральной партии, министр по делам иммиграции, беженцев и гражданства (2019—2021). Министр общественной безопасности (2021—2023).

## Биография
Десять лет работал федеральным прокурором, в том числе занимался делом террористической группировки Торонто-18, работал в Юридическом обществе Верхней Канады, возглавлял Ассоциацию Совета правосудия, объединявшую около 3000 федеральных прокуроров и других правительственных юристов. Совладелец юридической фирмы Ellis Mendicino, специализирующейся на делах о трудовых конфликтах, а также уголовных. Преподаватель школы права Йоркского университета.
По итогам парламентских выборов 2015 года в качестве кандидата Либеральной партии победил консерватора Джо Оливера в округе Эглинтон—Лоуренс.
В 2019 году переизбран в Палату общин от прежнего избирательного округа.
20 ноября 2019 года премьер-министр Джастин Трюдо произвёл новые кадровые перемещения в правительстве, в числе прочих мер назначив Мендичино министром иммиграции, беженцев и гражданства.
20 сентября 2021 года прошли досрочные парламентские выборы, по итогам которых Мендичино подтвердил свой депутатский мандат с результатом 48,6 % (его основного соперника, консерватора Джеффа Поллока, поддержали 36,4 % избирателей).
26 октября 2021 года был приведён к присяге новый состав правительства Трюдо, в котором Мендичино получил портфель министра общественной безопасности.
26 июля 2023 года в ходе серии кадровых перемещений в правительстве Трюдо исключён из Кабинета.